# Heinrich Ehrler
Pour les articles homonymes, voir Ehrler.
Heinrich Ehrler, né le 14 septembre 1917 à Oberbalbach et mort au combat le 4 avril 1945, est un as allemand de la Luftwaffe de la Seconde Guerre mondiale, titulaire de 208 victoires aériennes. Il fait partie du cercle très fermé des 15 pilotes de la Luftwaffe à avoir franchi la barre des 200 victoires.

## De la Flak à la chasse
Heinrich Erhler rejoint l'armée en 1935 et sert dans la flak durant la guerre civile espagnole. Formé au pilotage en 1940, il intègre la 4./JG 77, elle-même appartenant au I./JG 77 Jgr. Stavanger, un groupe nouvellement créé en février 1941 opérant en Norvège contre les forces Britanniques. Les unités qui le composent sont alors la 1, 2, 3, 4, 13, 14, et 1.(Z)/JG 77. À cette époque, la Luftwaffe possédait deux unités baptisés 4./JG 77 : celle appartenant au II./JG 77 « Herz As » (as de cœur), l'autre donc, appartenant au I./JG 77 Jgr. Stavanger.
Erhler remporte sa première victoire en mai contre un bombardier anglais. Cependant, le grand nombre de sous unités dans ce secteur amène à un regroupement de plusieurs d'entre elles et à la création d'une nouvelle escadre début 1942, la JG 5 « Eismeer » (mer de glace), placée très au nord sur le front arctique, d'où son nom. Quatre groupes la composent : les I. et IV./JG 5 restent combattre contre l'adversaire britannique en Norvège, les II. et III./JG 5 combattent les Soviétiques en Finlande. La 4./JG 77 de Ehrler est renommée 4./JG 5 le 25 janvier 1942.

## À la tête d'une unité d'élite
Le 19 février 1942, Ehrler obtient sa 2e victoire. Le 22 août, il devient Staffelkäpitan de la 6./JG 5 ayant à ce moment 11 victoires. À la fin de l'année, son score s'établit à 64 succès, gagnant au passage la croix de chevalier de la croix de fer le 4 septembre après 54 succès. La 6./JG 5 est alors la pépite de la Luftwaffe sur le front extrême Nord avec des pilotes comme Horst Carganico, lui-même ancien Staffelkäpitan de la 6./JG 5, Theodor Weissenberger, Rudolf Müller, Hans-Heinrich Döbrich, et Albert Brunner (en) pour ne citer qu'eux. Le 13 mars 1943, cette seule escadrille atteint les 500 victoires.
Promu Hauptmann et décoré avec la croix allemande en or le 18 mars 1943, Ehrler est engagé dans un violent combat le 27, et abat en quelques minutes cinq P-40 et P-39 soviétiques. En essayant d'abattre d'autres chasseurs, il est atteint par le feu adverse ce qui l'oblige à désengager et à retourner à sa base avec des blessures légères.
Le 1er juin 1943, Ehrler est placé à la tête du III./JG 5 et remporte le 7 sa 100e victoire. À la suite de sa 112e victoire, il reçoit les feuilles de chêne le 2 août 1943 et termine l'année avec un palmarès d'environ 120. Il remporte 7 victoires pour la seule journée du 17 mars 1944, et 18 sur seulement quatre jours de combat en mai, portant son score à 155. En juin, il devient commandant de l'entière JG 5. Le 22 octobre 1944, il est finalement nommé pour les glaives avec 199 victoires.

## L'affaire du Tirpitz
Le 12 novembre, les Britanniques montent un raid dans un fjord norvégien pour tenter de détruire une énième fois le cuirassé allemand Tirpitz. L'alerte est donnée mais faute d'une coordination fiable entre la marine et l'aviation allemande, les Bf 109 de la JG 5 du Major Ehrler arrivent en retard pour l'interception. Les bombardiers anglais franchissent finalement le rideau défensif et coulent le navire qui chavire, entraînant dans la mort plusieurs centaines de marins. Huit jours plus tard, Ehrler parvient à sa 200e victoire, mais le troisième Reich veut un coupable pour la perte du cuirassé.
Désigné comme bouc émissaire, Ehrler est immédiatement relevé de son commandement et envoyé devant le conseil de guerre. Sa dernière décoration (glaives) est également annulée. En raison de ses états de service, la sentence de mort est toutefois commuée à trois ans de travaux forcés à effectuer après la guerre. Les investigations futures prouveront finalement l'innocence d'Erlher. L'as obtient l'autorisation de poursuivre le combat contre l'ennemi, mais Heinrich Ehrler est un homme brisé à jamais.

## Derniers combats
Son ancien camarade et ami Theodor Weissenberger le recrute alors pour combattre avec lui aux commandes d'un Me 262 au Stab JG 7 « Nowotny » qu'il rejoint le 27 février 1945. Il descend un total de 8 adversaires sur cet appareil, ses deux derniers contre des quadrimoteurs américains le 4 avril 1945. Ehrler engage ensuite un troisième bombardier au-dessus de Kyritz mais la suite n'est pas claire. Ehrler transmit un dernier message radio pour son ami Weissenberger : « Théo, c'est Heinrich. J'ai abattu deux bombardiers. Je n'ai plus de munitions. Je vais percuter celui-là. Au revoir. On se reverra au Valhalla ». Les deux appareils furent détruits, le bombardier se crashant à Krüllenkempe, près de Havelberg, le jet d'Ehrler dans les bois de Scharlibbe. Son corps fut retrouvé le lendemain à Scharlibbe, près de Stendal où il fut enterré le 10. La tombe d'Ehrler confirme la date de sa mort le 4 avril 1945.
Heinrich Erhler avait 28 ans. En environ 400 missions, il a remporté 208 victoires : 199 sur le front Est et 9 à l'Ouest, dont 8 obtenues sur chasseur Me 262. Il a abattu 7 quadrimoteurs.